# 청주 이덕수 묘역
청주 이덕수 묘역(淸州 李德洙 墓域)은 충청북도 청주시 청원구 내수읍에 있는 조선시대 이덕수(1577~1646) 묘역이다. 2014년 1월 3일 충청북도 기념물 제159호 청원 이덕수 묘역로 지정되었다가, 2014년 7월 1일 통합 청주시 출범에 따라 '청주 이덕수 묘역'으로 명칭이 변경되었다.

## 개요
이덕수 묘를 중심으로 상부 및 하단에 선대 및 후대의 묘가 위치하고 묘역의 전반적인 구성 및 석물들의 상태가 양호하여 조선후기(17세기) 묘역의 원형이 잘 보존되어 있다.
신도비는 김상헌이 지었고 충북지역에서 한산이씨의 입향과 정착에 대한 이해는 물론 당대 충북 지역 유학자들과의 관계를 이해할 수 있는 중요한 자료이다.

## 참고 자료
- 청주 이덕수 묘역 - 국가유산청 국가유산포털